# Popis hrvatskih veleposlanika u Kolumbiji
Republika Hrvatska i Republika Kolumbija održavaju diplomatske odnose od 25. travnja 1995. Sjedište veleposlanstva je u Braziliji.

## Veleposlanici
Hrvatska nema rezidentno veleposlanstvo u Kolumbiji. Veleposlanstvo Republike Hrvatske u Saveznoj Republici Brazil pokriva Republiku Kolumbiju, Bolivarijanska Republiku Venezuelu i Republiku Trinidad i Tobago.
| Veleposlanik   | Postavljenje        | Opoziv              | Sjedište  |
| -------------- | ------------------- | ------------------- | --------- |
| Rade Marelić   | 28. listopada 2009. | 7. siječnja 2011.   | Brazilija |
| Drago Štambuk  | 1. veljače 2012.    | 31. listopada 2015. | Brazilija |
| Željko Vukosav | 6. srpnja 2016.     |                     | Brazilija |

## Vanjske poveznice
- Kolumbija na stranici MVEP-a